# おニャン子Sailing夢工場'87LIVE
『おニャン子Sailing夢工場'87LIVE』（おニャンこ セイリング ゆめこうじょう エイティセブン ライヴ）は、おニャン子クラブのライブ・アルバム。1987年6月3日発売。発売元はキャニオンレコード。規格品番：C28A0574（LP）。本LPと同時にCBS・ソニーからCD（規格品番：32DH681）、EPIC・ソニーからカセットテープ（規格品番：28・6H-237）が発売された。

## 解説

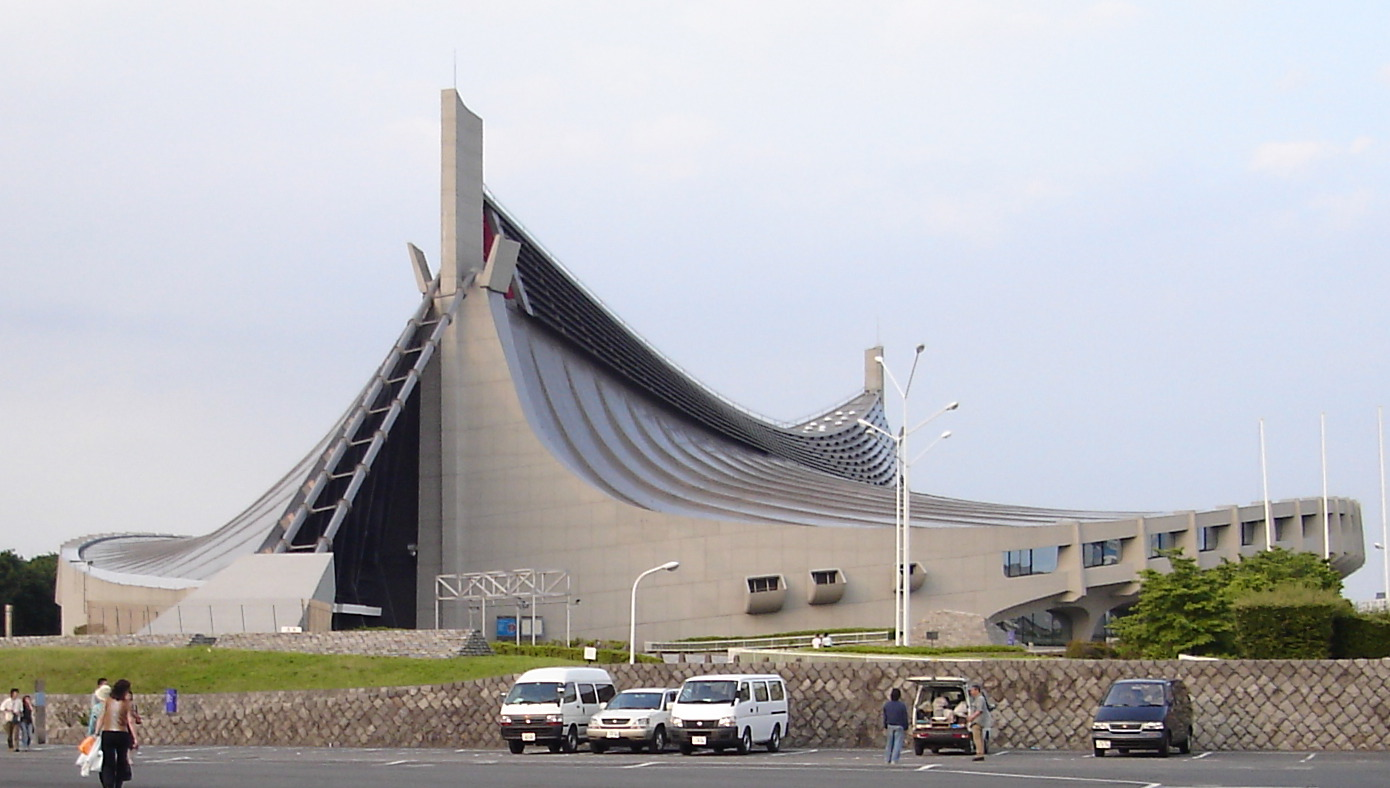
『おニャン子Sailing夢工場'87LIVE』が行われた国立代々木第一体育館

1985年に歌手デビューした女性アイドルグループ“おニャン子クラブ”が、1980年代に唯一発表したライブ・アルバム。
1987年4月4日・5日に国立代々木第一体育館で開催されたコンサート「卒業記念 1987 おニャン子クラブSPRINGコンサート "おニャン子Sailing夢工場"」の実況録音盤となる。「卒業記念」とは、テレビ番組『夕やけニャンニャン』放送開始初期からおニャン子クラブ会員メンバーだった樹原亜紀（会員番号6番）、国生さゆり（8番）、内海和子（13番）、立見里歌（15番）、高井麻巳子（16番）の5名が同グループを卒業すること指す。また、高井と岩井由紀子（19番）によるユニット・うしろゆびさされ組も実質的に解散となった。
ライブの詳細・日程・セットリストについては、項目『おニャン子クラブ#コンサート』内の項番4「卒業記念1987おニャン子クラブSPRINGコンサート "おニャン子Sailing・夢工場"」を参照のこと。なお、「NO MORE 恋愛ごっこ(#5)」「蒼いメモリーズ(#9)」「あんまりじゃない?〜恋なし子(#21)」「PINKのCHAO(#24)」「星屑の狙撃手(#27)」「技あり(#31)」「春一番が吹く頃(#35大阪公演)」の7曲は映像化･音源化共にされていない。
本アルバムは、キャニオンレコードから発売されたアナログレコード（LP）の他、コンパクトディスク（CD）・カセットテープ（CT）の計3形態で発売された。それぞれ収録曲目も異なっている。歌唱曲以外に、CBS・ソニーから発売されたCD盤に岩井由紀子と渡辺美奈代（29番）のおしゃべりが、EPIC・ソニーから発売されたカセットテープ盤には渡辺満里奈（36番）と生稲晃子（40番）のおしゃべりが収録されている。
LPサイズの写真集が予約特典として店頭で渡された。
ライブ映像作品『卒業記念SPRINGコンサート Sailing 夢工場』も1987年5月15日にVHSで発売されており、のちにDVD化もされた。なお、映像化されていて音源化されていない曲は、「流氷の手紙(#14)／城之内早苗」「かげろう(#19)／高井麻巳子」「私は里歌ちゃん(#22)／ニャンギラス～樹原亜紀･立見里歌･白石麻子」の3曲。
LP盤はのちに、デジタルリマスター音源CD-BOX『おニャン子クラブ大全集・下巻』（2005/7/6発売、PCCA-2153）のディスク4で初CD化された。さらに2008年9月17日には、特別なCDプレーヤーを購入することなく高音質再生が可能と喧伝されているハイ・クオリティCD仕様の『おニャン子クラブ大全集 for HiQualityCD 上・下巻 限定CD-BOX』（PCCA-50002）にも収められている。
なお、バックバンドのメンバーの一人（キーボード担当）として、後にアニメ・CMなどの作・編曲家として有名になる菅野よう子が参加している。

## 収録曲
※ 楽曲名の後にある(#)はLIVEでのセットリストナンバー。「★」がある曲は、その版のみの収録曲。

### LP版
Side A
1. 新・新会員番号の唄 (#3)
  - 作詞: 遠藤察男、作曲: 見岳章、歌: おニャン子クラブ
2. 深呼吸して (#8)
  - 作詞: 秋元康、作曲: 山本はるきち、歌: 渡辺満里奈 with おニャン子クラブ
3. 20歳 (#10)★
  - 作詞: 秋元康 、作曲: 後藤次利、歌: 内海和子
4. ハートに募金を (#12)★
  - 作詞: 秋元康、作曲: 白井良明、歌: おニャン子クラブ
5. 星のバレリーナ (#15)
  - 作詞: 秋元康、作曲: 高橋研、歌: おニャン子クラブ
6. 天使のボディーガード (#16)★
  - 作詞: 秋元康 、作曲: 後藤次利、歌: ゆうゆ with おニャン子クラブ

Side B
1. 時の河を越えて (#17)★
  - 作詞: 秋元康、作曲: 後藤次利、歌: うしろ髪ひかれ隊
2. シンデレラたちへの伝言 (#20)
  - 作詞: 売野雅勇 、作曲: 八田雅弘、歌: 高井麻巳子
3. TOO ADULT (#23)
  - 作詞: 秋元康、作曲: 後藤次利、歌: 渡辺美奈代
4. バレンタイン・キッス (#28)
  - 作詞: 秋元康、作曲: 瀬井広明、歌: 国生さゆり with おニャン子クラブ
5. うしろゆびさされ組 (#30)★
  - 作詞: 秋元康、作曲: 後藤次利、歌: うしろゆびさされ組
6. かしこ (#33)
  - 作詞: 秋元康、作曲: 後藤次利、歌: うしろゆびさされ組
7. じゃあね (#36)
  - 作詞: 秋元康、作曲: 後藤次利、歌: おニャン子クラブ

### CD版
1. OVERTURE 〜 STAND UP (#1)
  - 作詞: 秋元康、作曲: 後藤次利、歌: おニャン子クラブ
2. 新・新会員番号の唄 (#3)
  - 作詞: 遠藤察男、作曲: 見岳章、歌: おニャン子クラブ
3. 恋はくえすちょん (#4)★
  - 作詞: 秋元康、作曲: 見岳章、歌: おニャン子クラブ
4. ホワイトラビットからのメッセージ (#6)
  - 作詞: 秋元康、作曲: 山川恵津子、歌: 渡辺満里奈
5. 雨のメリーゴーランド(#11)
  - 作詞: 秋元康、作曲: 見岳章、歌: おニャン子クラブ
6. あじさい橋 (#13)★
  - 作詞: 秋元康、作曲: 見岳章、歌: 城之内早苗
7. 星のバレリーナ (#15)
  - 作詞: 秋元康、作曲: 高橋研、歌: おニャン子クラブ
8. シンデレラたちへの伝言 (#20)
  - 作詞: 売野雅勇、作曲: 八田雅弘、歌: 高井麻巳子
9. TOO ADULT (#23)
  - 作詞: 秋元康、作曲: 後藤次利、歌: 渡辺美奈代
10. 瞳に約束 (#25)★
  - 作詞: 秋元康、作曲: 後藤次利、歌: 渡辺美奈代
11. 夏を待てない (#26)
  - 作詞: 秋元康、作曲: 後藤次利、歌: 国生さゆり
12. バレンタイン・キッス (#28)
  - 作詞: 秋元康、作曲: 瀬井広明、歌: 国生さゆり with おニャン子クラブ
13. あの夏のバイク (#29)★
  - 作詞: 秋元康、作曲: 後藤次利、歌: 国生さゆり
14. 渚の『・・・・・』 (#32)★
  - 作詞: 秋元康、作曲: 後藤次利、歌: うしろゆびさされ組
15. かしこ (#33)
  - 作詞: 秋元康、作曲: 後藤次利、歌: うしろゆびさされ組
16. あなただけおやすみなさい (#34)★
  - 作詞: 秋元康、作曲: 高橋研、歌: おニャン子クラブ
17. 瞳の扉 (#35)
  - 作詞: 秋元康、作曲: 高橋研、歌: おニャン子クラブ(樹原･国生･内海･立見･高井)
18. じゃあね (#36)
  - 作詞: 秋元康、作曲: 高橋研、歌: おニャン子クラブ

### CT版
Side A
1. OVERTURE 〜 STAND UP (#1)
  - 作詞: 秋元康、作曲: 後藤次利、歌: おニャン子クラブ
2. お先に失礼 (#2)★
  - 作詞: 秋元康、作曲: 後藤次利、歌: おニャン子クラブ
3. 新・新会員番号の唄 (#3)
  - 作詞: 遠藤察男、作曲: 見岳章、歌: おニャン子クラブ
4. ホワイトラビットからのメッセージ (#6)
  - 作詞: 秋元康、作曲: 山川恵津子、歌: 渡辺満里奈
5. マリーナの夏 (#7)★
  - 作詞: 秋元康、作曲: 岸正之、歌: 渡辺満里奈
6. 深呼吸して (#8)
  - 作詞: 秋元康、作曲: 山本はるきち、歌: 渡辺満里奈 with おニャン子クラブ
7. 雨のメリーゴーランド (#11)
  - 作詞: 秋元康、作曲: 見岳章、歌: おニャン子クラブ

Side B
1. 星のバレリーナ (#15)
  - 作詞: 秋元康、作曲: 高橋研、歌: おニャン子クラブ
2. 約束 (#18)★
  - 作詞: 売野雅勇、作曲: 八田雅弘、歌: 高井麻巳子
3. TOO ADULT (#23)
  - 作詞: 秋元康、作曲: 後藤次利、歌: 渡辺美奈代
4. 夏を待てない (#26)
  - 作詞: 秋元康、作曲: 後藤次利、歌: 国生さゆり
5. かしこ (#33)
  - 作詞: 秋元康、作曲: 後藤次利、歌: うしろゆびさされ組
6. 瞳の扉 〜 卒業生あいさつ (#35)
  - 作詞: 秋元康、作曲: 高橋研、歌: おニャン子クラブ(樹原･国生･内海･立見･高井)
7. じゃあね 〜 エンディング (#36)
  - 作詞: 秋元康、作曲: 高橋研、歌: おニャン子クラブ

## 関連作品
- おニャン子クラブ大全集
- おニャン子クラブ大全集 for HiQualityCD 上・下巻 限定CD-BOX